# 1–6 Park Gardens

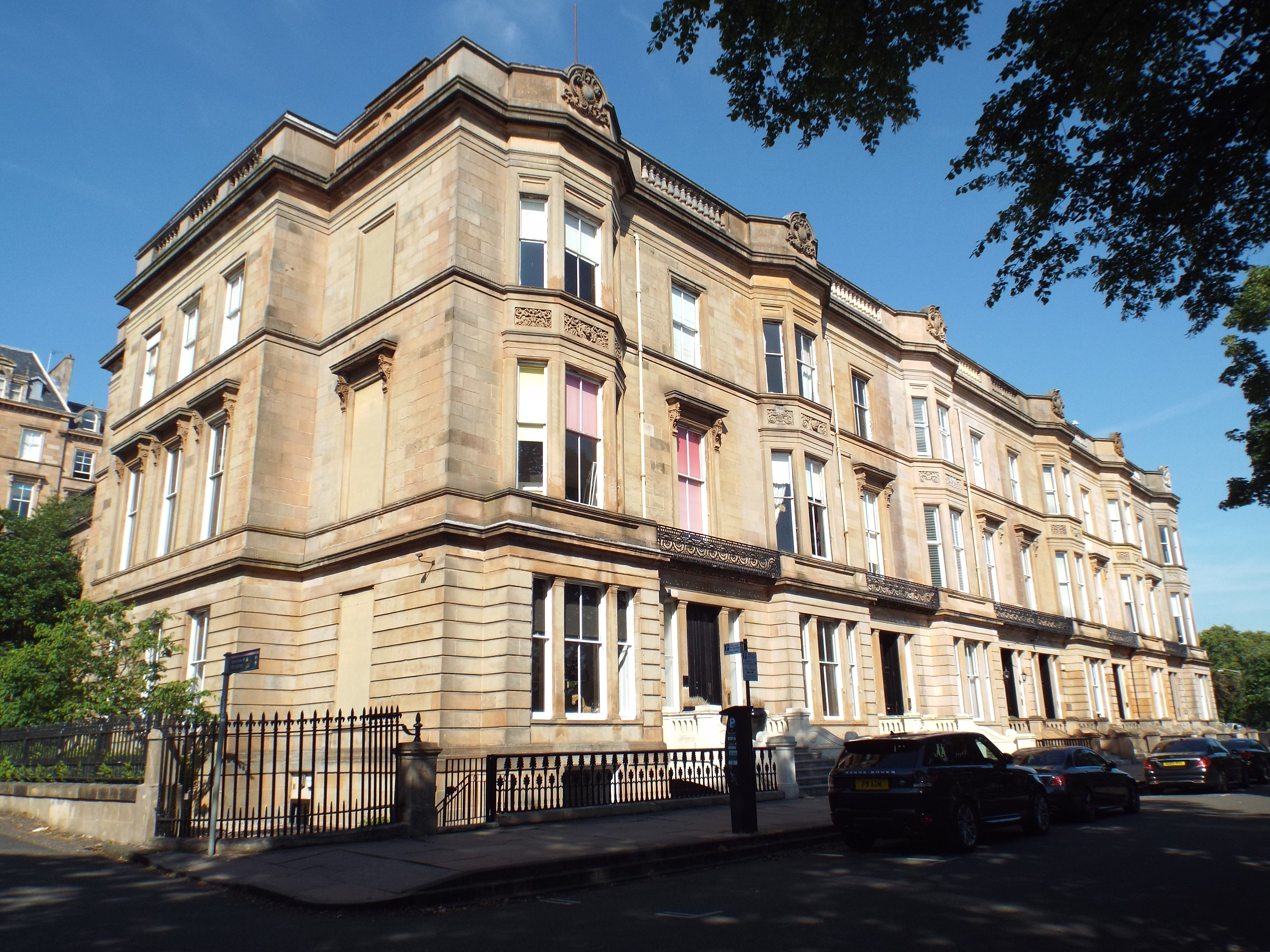
1–6 Park Gardens

Unter der Adresse 1–6 Park Gardens in der schottischen Stadt Glasgow befinden sich Wohngebäude. 1970 wurde das Ensemble in die schottischen Denkmallisten zunächst in der Kategorie B aufgenommen. Die Hochstufung in die höchste Denkmalkategorie A erfolgte 1986. Des Weiteren ist die Gebäudezeile Teil eines umfassenderen Denkmalensembles der Kategorie A.

## Geschichte
Die Gebäudezeile wurde um 1855 erbaut. Für den Entwurf zeichnet der schottische Architekt Charles Wilson verantwortlich. Stewart & Paterson modernisierten den Innenraum von Gebäude Nr. 5 im Jahre 1904. Mit der Überarbeitung des Gebäudes Nr. 1 in den 1950er Jahren war Alexander Buchanan Campbell betraut. Die rückwärtigen Anbauten (Park Garden Lane 1 und 2) wurden 1906 nach einem Entwurf John James Burnets hinzugefügt.

## Beschreibung
Die dreistöckige Gebäudezeile mit Mansardgeschoss bildet den südwestlichen Abschluss des Park Districts. In der Nähe befindet sich die Treppe an der Park Street. Die sechs Wohngebäude sind einheitlich im historisierenden Italianate-Stil gestaltet.
Die südexponierte Frontfassade ist zwölf Achsen weit, was zwei Achsen je Gebäude entspricht. Ihr Mauerwerk besteht aus polierten Steinquadern und ist im Bereich des Erdgeschosses rustiziert. Weite Treppen führen zu den Eingangstüren. Ihre Begrenzungen sind mit Voluten ornamentiert. Pilaster und längliche Sprossenfenster flankieren die Türen. Ausluchten treten heraus, die entlang der Obergeschosse abgekantet fortgeführt werden. Schlichte Gesimse auf ornamentierten Konsolen verdachen die Fenster des ersten Obergeschosses. Sie führen auf gusseiserne Balkone mit filigran gearbeiteten Brüstungen. Oberhalb verläuft ein schlichtes Band. Auf dem abschließenden Kranzgesimse sitzt eine steinerne Balustrade. Die Dächer besitzen firstständige Kamine und sind schiefergedeckt.